# سکوتا
سکوتا (انگلیسی: Scota) نام‌هایی است که در اساطیر ایرلندی، اساطیر اسکاتلند و شبه تاریخ به دختران اساطیری دو فرعون مختلف مصری داده می‌شود. اگرچه افسانه‌ها متفاوت است، اما همه موافقند که یک سکوتا اجداد گائل‌ها بوده‌است، آنها نسب خود را به مهاجمان ایرلندی، به نام اسکاتی، که در آرگیل و کالدونیا ساکن شدند می‌دهند، مناطقی که بعداً پس از بنیان‌گذارشان به اسکاتلند معروف شد.